# Prelaz Mamuil Malal

Prelaz Mamuil Malal(v mapudungun za 'koral lesenih palic') je mednarodni gorski prelaz v Andih med Čilom in Argentino na nadmorski višini 1253 m. Prelaz povezuje regijo Araucanía na višini Curarrehue in Pucón v Čilu z argentinsko provinco Neuquén v bližini Junín de los Andes v Argentini; razdalja med tema mestoma je 156 km. 
V Argentini se nahaja v narodnem parku Lanín, v Čilu pa v narodnem parku Villarrica. Cesta poteka severno od vulkana Lanín (3747 metrov). Pozimi se lahko prelaz zaradi močnih snežnih padavin zapre. S čilske strani do prelaza vodi cesta 199-CH, odcep, ki se začne na Panameriški cesti blizu Freire, na argentinski strani je dostopna po provincialni cesti št. 60.